# Riedern am Sand
Riedern am Sand ist ein Ortsteil der Gemeinde Klettgau im Klettgau im Landkreis Waldshut. Er besteht aus Ober- und Unterriedern. Der Zusatz „am Sand“ verweist auf das Vorkommen von Graupensand, der in der Sandgrube Riedern am Sand aufgeschlossen ist.

## Geschichte
Auf dem Schloßbuck finden sich noch die Reste der Burg Neukrenkingen. 1305 wird der Ort im Fürstenbergischen Urkundenbuch genannt. Bis 1806 war er Teil der Herrschaft Schwarzenberg und kam dann zum Großherzogtum Baden. Am 1. August 1971 kam die bis dahin selbstständige Ortschaft Riedern am Sand im Rahmen der baden-württembergischen Gebietsreform zur Gemeinde Klettgau.

## Wirtschaft
In Riedern am Sand bestand einst ein Quarzwerk zur Gewinnung von Quarzsand, hauptsächlich für Verputzarbeiten (Kellenwurf), aber auch für den Sandguss. Die Sandgrube erschließt die Graupensande der Oberen Süßwassermolasse. Die Sande enthalten neben den bekannten Fossilien wie Haifischzähnen auch Bohnerz. Das Bohnerz wurde im gesamten Klettgau- und Randengebiet aus Nestern, die sich im Kalkstein gebildet hatten, durch Auswaschen gewonnen. Das Bohnerz gleicht im Aussehen etwa schwarzen Bohnen, daher der noch heute übliche Name „Bohnenviertel“ für das Gebiet um Grießen.